# 七万山站
七萬山站（韓語：칠만산역）是位于朝鮮民主主義人民共和國黃海南道新院郡的一個鐵路車站。屬於黄海青年線。

## 邻近车站
黃海青年线
新院站 - 七萬山站 - 盐滩站